# دين بيئي

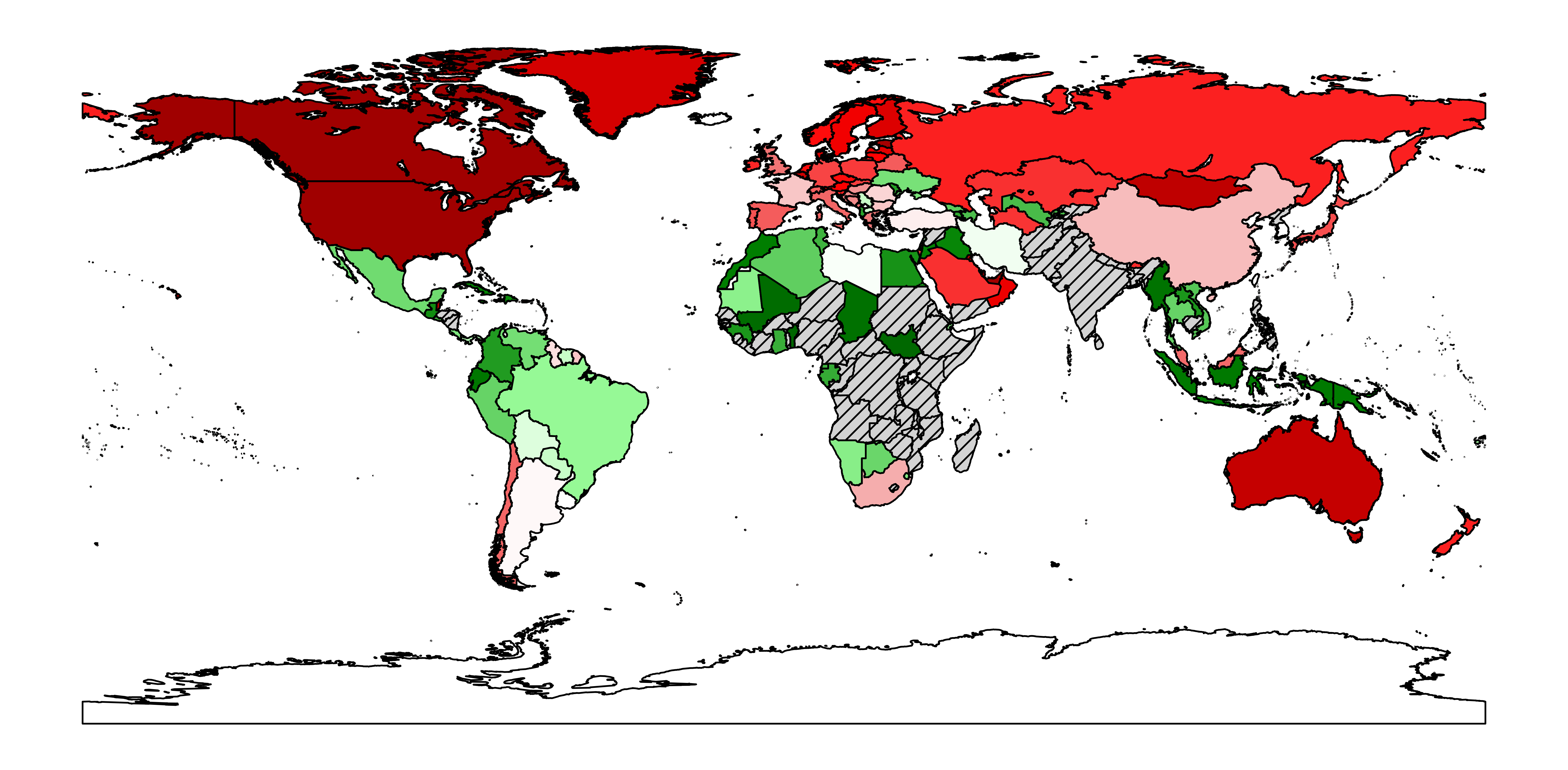
استهلاك الشمال العالمي يتجاوز إنتاجه، مما يؤدي إلى فائض (ممثل باللون الأحمر)، في حين ينتج الجنوب العالمي أكثر مما يستهلك، مما يظهر باللون الأخضر. نسبة الموارد بين الاستهلاك والإنتاج مرتبطة بشكل مباشر بحجم التدهور البيئي.

الدين البيئي يشير إلى الديون المتراكمة التي يعتقد بعض النشطاء أنها تستحقها الدول الشمالية للدول الجنوبية، نظرًا للظلم البيئي التاريخي الذي تعرضت له، والذي يتضمن استنزاف الموارد وتدهور البيئة وتلوثها بواسطة تصريف النفايات. هذا المفهوم صاغته منظمات غير حكومية عالمية من الجنوب في التسعينيات، وقد تغير تعريفه عبر السنوات في عدة محاولات لتحديد المزيد من المواصفات.
في إطار التعريف الشامل للدين البيئي، هناك جانبان رئيسيان: الأول يتعلق بالضرر البيئي الذي يسببه بلد معين، سواء داخل حدوده الوطنية أو في دول أخرى، أو حتى للأنظمة البيئية خارج نطاق السيادة الوطنية، نتيجة لأنماط الإنتاج والاستهلاك الخاصة به. أما الجانب الثاني، فهو يتعلق بالاستغلال أو الاستخدام المفرط للنظم البيئية من قبل بلد معين على حساب حقوق الدول الأخرى في تلك النظم البيئية. الحقوق العادلة في هذه النظم البيئية من قبل بلدان أخرى.